# UFC 311
UFC 311: Makhachev vs. Moicano — турнир по смешанным единоборствам, организованный Ultimate Fighting Championship, который был проведён 18 января 2025 года на спортивной арене «Intuit Dome» в городе Инглвуд (пригород Лос-Анджелеса), штат Калифорния, США.

## Подготовка турнира
Этот турнир станет третьим мероприятием организации в Инглвуде, где в последний раз проводился турнир UFC 232 в декабре 2018 года. Были опасения по поводу проведения этого мероприятия из-за серии лесных пожаров в Южной Калифорнии, стихийно распространившихся в округе Лос-Анджелес в январе 2025 года. Однако за неделю до мероприятия организаторы со стороны места проведения (спортивной арены) заверили, что оно будет проведено по графику.

### Главные события турнира

Первоначальный постер турнира

Изначально в качестве главного события был запланирован бой за титул чемпиона UFC в лёгком весе, в котором должны встретиться действующий чемпион россиянин Ислам Махачев и претендент армяно-российский боец Арман Царукян (#1 рейтинга). Ранее эти бойцы уже встречались в октагоне в апреле 2019 года на турнире UFC Fight Night: Оверим vs. Олейник. Этот был дебютный бой в организации для Царукяна. Тогда единогласным решением судей победу одержал Махачев. При этом их первый поединок на том турнире был удостоен награды «Бой вечера». Однако за день до турнира на процедуре взвешивания стало известно о том, что Царукян выбывает с поединка из за травмы спины. В этот же день было официально объявлено, что на замену выбывшему Царукяну выйдет бразилец Ренату «Мойкану» Карнейру (#10 в рейтинге), который должен был биться на этом же турнире против Бенеила Дариюша. Соответственно Дариюш остался без соперника и не выступит на данном турнире.
| Заглавное событие — Лёгкий вес — Бой за титул чемпиона | Заглавное событие — Лёгкий вес — Бой за титул чемпиона | Заглавное событие — Лёгкий вес — Бой за титул чемпиона |
| --- | --- | ------------------------------------------------------ |
| Ислам Махачев | | Ренату Карнейру                                        |
| ИСЛАМ РАМАЗАНОВИЧ МАХАЧЕВ без прозвища 33 года (27.09.1991) Рост 178 см, размах рук 179 см, вес 70,08 кг Гражданство: Происхождение: ( Лакцы ) Место рождения: Махачкала, Дагестанская АССР, СССР Представляет: Махачкала, Дагестан, Россия «Eagles MMA» / «American Kickboxing Academy» Дебют в UFC — 23.05.2015 (с рекордом 11-0) Бонусы «Fight of the Night» (3) / «Perfomance of the Night» (3) Действующий чемпион UFC в лёгком весе (10.2022-н.в., защиты 3/3) Чемпион мира по боевому самбо (2016) | RENATO ALVES CARNEIRO «Moicano» (Мойкану / порт. Ирокез) / «Money» (Денежный) 35 лет (21.5.1989) Рост 180 см, размах рук 183 см, вес 70,3 кг Гражданство: / Происхождение: Место рождения: Бразилиа, Бразилия Представляет: Бразилиа, Бразилия «Constrictor Team» / «American Top Team» Дебют в UFC — 20.12.2014 (с рекордом 8-0-1) Бонусы «Fight of the Night» (1) / «Perfomance of the Night» (1) Претендент на титул чемпиона UFC в лёгком весе Чемпион Jungle Fight в лёгком весе (2014) |                                                        |
| Последние бои: 01.06.2024, Дастин Порье (#4), SUB5 21.10.2023, Александр Волкановски (ч), KO1 12.02.2023, Александр Волкановски (ч), SDEC 22.10.2022, Шарлис Оливейра (#1), SUB2 (промежуточный вес 160 фунтов) 26.02.2022, Бобби Грин, TKO1 | Последние бои: TKO2, Бенуа Сен-Дени (#12), 28.9.2024 TKO2, Джалин Тёрнер (#14), 13.04.2024 UDEC, Дрю Добер, 03.02.2024 SUB1, Брэд Риддел, 12.11.2022 UDEC, Рафаэль Дос Аньос, 05.03.2022 |                                                        |

Соглавным событием запланирован бой за титул чемпиона UFC в легчайшем весе, в котором должны встретиться действующий чемпион грузин Мераб Двалишвили и претендент россиянин Умар Нурмагомедов (#2 рейтинга). Для Двалишвили этот поединок станет первой защитой титула, после того, как он стал чемпионом в сентябре 2024 года на турнире UFC 306, победив Шона О`Мэлли.
| Соглавное событие — Лёгчайший вес — Бой за титул чемпиона | Соглавное событие — Лёгчайший вес — Бой за титул чемпиона | Соглавное событие — Лёгчайший вес — Бой за титул чемпиона |
| --- | --- | --------------------------------------------------------- |
| Мераб Двалишвили | | Умар Нурмагомедов                                         |
| MERAB DVALISHVILI / მერაბ დვალიშვილი «The Machine» (Машина) 34 года (10.01.1991) Рост 168 см, размах рук 173 см, вес 60,78 кг Гражданство: / Происхождение: Место рождения: Тбилиси, Грузия Представляет: Лонг-Айленд-Сити, Нью-Йорк, США / Тбилиси, Грузия «Serra-Longo Fight Team» Дебют в UFC — 09.12.2017 (с рекордом 6-2) Бонусы «Fight of the Night» (1) / «Perfomance of the Night» (1) Действующий чемпион UFC в легчайшем весе (09.2024-н.в.) Чемпион Ring of Combat в легчайшем весе (2017, защиты 1/1) | УМАР МАГОМЕДНАБИЕВИЧ НУРМАГОМЕДОВ «Young Eagle» (Молодой орёл) 29 лет (03.01.1996) Рост 172 см, размах рук 175 см, вес 61,23 кг Гражданство: Происхождение: ( Аварцы ) Место рождения: Кизилюрт, Дагестан, Россия Представляет: Махачкала, Дагестан, Россия «Eagles MMA» / «American Kickboxing Academy» Дебют в UFC — 20.01.2021 (с рекордом 11-0) Бонусы «Perfomance of the Night» (2) Претендент на титул чемпиона UFC в легчайшем весе Чемпион Gorilla Fighting в лёгчайшем весе (2019) |                                                           |
| Последние бои: 14.09.2024, Шон О`Мэлли (ч), UDEC 17.02.2024, Генри Сехудо (#3), UDEC 11.03.2023, Пётр Ян (#2), UDEC 20.08.2022, Жозе Алду (#3), UDEC 25.09.2021, Марлон Мораис (#6), TKO2 | Последние бои: UDEC, Кори Сэндхэген (#2), 03.08.2024 UDEC, Бекзат Алмахан (д), 02.03.2024 TKO1, Раони Барселос, 14.01.2023 UDEC, Нейт Мэнесс, 25.06.2022 SUB1, Брайан Келлехер, 05.03.2022 |                                                           |

### Изменения карда
При подготовке турнира были анонсированы, но впоследствии отменены следующие поединки:
- Бой в полутяжёлом весе, в котором должны были встретиться Джонни Уокер (#10 рейтинга) и Богдан Гуськов (#13 рейтинга).[6] За неделю до турнира Уокер выбыл из-за травмы и его заменил новичок организации Билли Элекана.[7][8]
- Бой в среднем весе между Закари Ризом и Седриком Дюма. На неделе перед турниром Дюма снялся с боя по неизвестным причинам и его на пятидневном уведомлении заменил бывший чемпион LFA в среднем весе россиянин Азамат Бекоев, для которого бой станет дебютным в организации.[9][8]
- Бой в лёгком весе, в котором должны были встретиться Бенеил Дариюш (#9 рейтинга) и Ренату Карнейру (#10 рейтинга). За день до турнира Карнейру был перенесён на бой против Махачева в заглавное событие турнира.[4]

### Анонсированные бои
| Бой | Весовая категория  | Участники боёв и их статистика перед боем (рекорд ММА / рекорд UFC / серия) | Участники боёв и их статистика перед боем (рекорд ММА / рекорд UFC / серия) | Участники боёв и их статистика перед боем (рекорд ММА / рекорд UFC / серия) | Участники боёв и их статистика перед боем (рекорд ММА / рекорд UFC / серия) | Участники боёв и их статистика перед боем (рекорд ММА / рекорд UFC / серия) | Участники боёв и их статистика перед боем (рекорд ММА / рекорд UFC / серия) | Участники боёв и их статистика перед боем (рекорд ММА / рекорд UFC / серия) | Участники боёв и их статистика перед боем (рекорд ММА / рекорд UFC / серия) | Участники боёв и их статистика перед боем (рекорд ММА / рекорд UFC / серия) | Участники боёв и их статистика перед боем (рекорд ММА / рекорд UFC / серия) | Участники боёв и их статистика перед боем (рекорд ММА / рекорд UFC / серия) | Участники боёв и их статистика перед боем (рекорд ММА / рекорд UFC / серия) |
|     |                    | Главный кард (Main Card, PPV)                                               |                                                                             |                                                                             |                                                                             |                                                                             |                                                                             |                                                                             |                                                                             |                                                                             |                                                                             |                                                                             |                                                                             |
| 1   | Лёгкий вес         | Ислам Махачев Islam Makhachev                                               | Ч                                                                           | 26-1                                                                        | 15-1                                                                        | +14                                                                         | vs.                                                                         | Ренату Карнейру▲ Renato "Money Moicano" Carneiro                            | #10 exT(4)                                                                  | 20-5-1                                                                      | 12-5                                                                        | +4                                                                          | [ 10 ]                                                                      |
| 2   | Легчайший вес      | Мераб Двалишвили Merab "The Machine" Dvalishvili                            | Ч                                                                           | 18-4                                                                        | 11-2                                                                        | +11                                                                         | vs.                                                                         | Умар Нурмагомедов Umar Nurmagomedov                                         | #2                                                                          | 18-0                                                                        | 6-0                                                                         | +18                                                                         | [ 11 ]                                                                      |
| 3   | Полутяжелый вес    | Иржи Прохазка Jiří "BJP" Procházka                                          | #2 exЧ                                                                      | 30-5-1                                                                      | 4-2                                                                         | -1                                                                          | vs.                                                                         | Джамаал Хилл Jamahal "Sweet Dreams" Hill                                    | #3 exЧ, CS                                                                  | 12-2 (1)                                                                    | 6-2 (1)                                                                     | -1                                                                          | [ 12 ]                                                                      |
| 4   | Тяжёлый вес        | Жаилтон Алмейда Jailton "Malhadinho" Almeida                                | #6 CS                                                                       | 21-3                                                                        | 7-1                                                                         | +1                                                                          | vs.                                                                         | Сергей Спивак Serghei "Polar Bear" Spivac                                   | #7                                                                          | 17-4                                                                        | 8-4                                                                         | +1                                                                          | [ 13 ]                                                                      |
| 5   | Средний вес        | Кевин Холланд Kevin "Trailblazer" Holland                                   | exT(10), CS                                                                 | 26-12 (1)                                                                   | 13-9 (1)                                                                    | -1                                                                          | vs.                                                                         | Ренье де Риддер Reinier "The Dutch Knight" de Ridder                        |                                                                             | 18-2                                                                        | 1-0                                                                         | +2                                                                          | [ 14 ]                                                                      |
|     |                    | Предварительный кард (Prelims, ESPNes/Disney+/ESPN+)                        |                                                                             |                                                                             |                                                                             |                                                                             |                                                                             |                                                                             |                                                                             |                                                                             |                                                                             |                                                                             |                                                                             |
| 6   | Легчайший вес      | Пэйтон Тэлботт Payton Talbott                                               | CS                                                                          | 9-0                                                                         | 3-0                                                                         | +3                                                                          | vs.                                                                         | Райони Барселос Raoni Barcelos                                              | exT(15)                                                                     | 18-5                                                                        | 7-4                                                                         | +1                                                                          | [ 15 ]                                                                      |
| 7   | Средний вес        | Закари Риз Zachary "Savage" Reese                                           | CS                                                                          | 8-1                                                                         | 2-1                                                                         | +1                                                                          | vs.                                                                         | Азамат Бекоев ▲ Azamat "King Pin" Bekoev                                    | д                                                                           | 18-3                                                                        | -                                                                           | +6                                                                          | [ 16 ]                                                                      |
| 8   | Полутяжелый вес    | Богдан Гуськов Bogdan "Czarevitch" Guskov                                   | #13 exT(12)                                                                 | 16-3                                                                        | 2-1                                                                         | +2                                                                          | vs.                                                                         | Билли Элекана▲ Billy Elekana                                                | д                                                                           | 7-1                                                                         | -                                                                           | +3                                                                          | [ 17 ]                                                                      |
| 9   | Лёгкий вес         | Грант Доусон Grant "KGD" Dawson                                             | exT(10)                                                                     | 22-2-1                                                                      | 10-1-1                                                                      | +2                                                                          | vs.                                                                         | Диего Феррейра Carlos Diego Ferreira                                        | exT(5)                                                                      | 19-5                                                                        | 10-5                                                                        | +2                                                                          | [ 18 ]                                                                      |
|     |                    | Ранний предварительный кард (Erley Prelims, ESPNes/Disney+/ESPN+)           |                                                                             |                                                                             |                                                                             |                                                                             |                                                                             |                                                                             |                                                                             |                                                                             |                                                                             |                                                                             |                                                                             |
| 10  | Жен. легчайший вес | Карол Роса Karol Rosa                                                       | #9 exT(8)                                                                   | 18-6                                                                        | 7-3                                                                         | +1                                                                          | vs.                                                                         | Айлин Перес Ailín "Fiona" Pérez                                             | #13                                                                         | 11-2                                                                        | 4-1                                                                         | +4                                                                          | [ 19 ]                                                                      |
| 11  | Легчайший вес      | Ринья Накамура Rinya "Hybrid" Nakamura                                      | R2U                                                                         | 9-0                                                                         | 3-0                                                                         | +9                                                                          | vs.                                                                         | Муин Гафуров Muin "Tajik" Gafurov                                           |                                                                             | 19-6                                                                        | 1-2                                                                         | +1                                                                          | [ 20 ]                                                                      |
| 12  | Лёгкий вес         | Рикки Турсиос Ricky "Pretty" Turcios                                        | TUF(W), CS                                                                  | 12-4                                                                        | 2-2                                                                         | -1                                                                          | vs.                                                                         | Бернардо Сопай Bernardo "The Lion King" Sopaj                               |                                                                             | 11-3                                                                        | 0-1                                                                         | -1                                                                          | [ 21 ]                                                                      |
| 13  | Наилегчайший вес   | Тагир Уланбеков Tagir Ulanbekov                                             | #11                                                                         | 15-2                                                                        | 4-1                                                                         | +2                                                                          | vs.                                                                         | Клейтон Карпентер Clayton Carpenter                                         | CS                                                                          | 8-0                                                                         | 2-0                                                                         | +8                                                                          | [ 22 ]                                                                      |
|     |                    | Отменённые бои                                                              |                                                                             |                                                                             |                                                                             |                                                                             |                                                                             |                                                                             |                                                                             |                                                                             |                                                                             |                                                                             |                                                                             |
|     | Полутяжелый вес    | Джонни Уокер▼                                                               | #10                                                                         | 21-9 (1)                                                                    | 7-6 (1)                                                                     | -2                                                                          | vs.                                                                         | Богдан Гуськов                                                              | #13                                                                         | 16-3                                                                        | 2-1                                                                         | +2                                                                          | [ 23 ]                                                                      |
|     | Средний вес        | Закари Риз                                                                  |                                                                             | 8-1                                                                         | 1-2                                                                         | +1                                                                          | vs.                                                                         | Седрик Дюма▼                                                                |                                                                             | 10-2                                                                        | 3-2                                                                         | +1                                                                          | [ 24 ]                                                                      |
|     | Лёгкий вес         | Ислам Махачев                                                               | Ч                                                                           | 26-1                                                                        | 15-1                                                                        | +14                                                                         | vs.                                                                         | Арман Царукян▼                                                              | #1                                                                          | 22-3                                                                        | 9-2                                                                         | +4                                                                          | [ 25 ]                                                                      |
|     | Лёгкий вес         | Бенеил Дариюш                                                               | #9                                                                          | 22-6-1                                                                      | 16-6-1                                                                      | -2                                                                          | vs.                                                                         | Ренату Карнейру                                                             | #10                                                                         | 20-5-1                                                                      | 12-5                                                                        | +4                                                                          | [ 26 ]                                                                      |

Условные обозначения: #5 (1) — текущее (лучшее) место бойца в рейтинге, exЧ(В) — бывший чемпион (временный), exП(В) — бывший претендент на титул чемпиона (временного), exТ(3) — боец входил в рейтинг Топ-15 (лучшее место в рейтинге), д — дебютант, CS — боец участвовал в Претендентской серии Дэйны Уайта, RTU — боец участвовал в шоу Road To UFC, TUF — боец участвовал в шоу The Ultimate Fighter, TUF(W/F) — боец являлся победителем/финалистом The Ultimate Fighter, WEC/SF — боец выступал в WEC или Strikeforce до объединения этих организаций с UFC.

## Церемония взвешивания
Результаты официальной церемонии взвешивания бойцов перед турниром.
| Весовая категория и допустимый лимит в фунтах | Весовая категория и допустимый лимит в фунтах | Участники боёв и их вес в фунтах | Участники боёв и их вес в фунтах | Участники боёв и их вес в фунтах | Участники боёв и их вес в фунтах |
| --------------------------------------------- | --------------------------------------------- | -------------------------------- | -------------------------------- | -------------------------------- | -------------------------------- |
| Легкий вес (титульный бой)                    | 155                                           | Ислам Махачев                    | 154,5                            | Арман Царукян                    | - *                              |
| Легчайший вес (титульный бой)                 | 135                                           | Мераб Двалишвили                 | 134                              | Умар Нурмагомедов                | 135                              |
| Полутяжелый вес                               | 205 (+1)                                      | Иржи Прохазка                    | 204,5                            | Джамаал Хилл                     | 205,5                            |
| Лёгкий вес                                    | 155 (+1)                                      | Бенеил Дариюш                    | 155                              | Ренату Карнейру                  | 155 **                           |
| Средний вес                                   | 185 (+1)                                      | Кевин Холланд                    | 183,5                            | Ренье де Риддер                  | 184,5                            |
| Легчайший вес                                 | 135 (+1)                                      | Пэйтон Тэлботт                   | 135,5                            | Райони Барселос                  | 135,5                            |
| Тяжёлый вес                                   | 265 (+1)                                      | Жаилтон Алмейда                  | 235                              | Сергей Спивак                    | 233                              |
| Полутяжелый вес                               | 205 (+1)                                      | Богдан Гуськов                   | 205,5                            | Билли Элекана                    | 200                              |
| Лёгкий вес                                    | 155 (+1)                                      | Грант Доусон                     | 156                              | Диего Феррейра                   | 156                              |
| Средний вес                                   | 185 (+1)                                      | Закари Риз                       | 185,5                            | Азамат Бекоев                    | 185                              |
| Легчайший вес (женщины)                       | 135 (+1)                                      | Карол Роса                       | 135,5                            | Айлин Перес                      | 135                              |
| Легчайший вес                                 | 135 (+1)                                      | Ринья Накамура                   | 135,5                            | Муин Гафуров                     | 136                              |
| Лёгкий вес                                    | 155 (+1)                                      | Рикки Турсиос                    | 136                              | Бернардо Сопай                   | 135                              |
| Наилегчайший вес                              | 125 (+1)                                      | Тагир Уланбеков                  | 125,5                            | Клейтон Карпентер                | 125,5                            |

Все участники показали вес в лимитах своих весовых категорий.
[*] Арман Царукян снялся с турнира после начала официальной процедуры взвешивания и не участвовал в ней.
[**] Ренату Карнейру показал вес в лимитах лёгкого веса для титульного боя и сможет выйти на замену выбывшего Царукяна в главном событии.

## Результаты турнира
В главном бою вечера Ислам Махачев победил Ренату Карнейру удушающим приёмом в 1-м раунде и в четвёртый раз защитил титул чемпиона UFC в лёгком весе.
| Статистика поединка: | Статистика поединка: | Статистика поединка:                          | Статистика поединка:                          | Статистика поединка: | Статистика поединка: | Статистика поединка: | Статистика поединка: | Статистика поединка: | Статистика поединка: | Статистика поединка: | Статистика поединка: | Статистика поединка: | Статистика поединка: | Статистика поединка: | Статистика поединка: | Статистика поединка: | Статистика поединка: | Статистика поединка: |
| Участник             | Нокдауны             | Акцентрованные удары (по цели/всего/точность) | Акцентрованные удары (по цели/всего/точность) | По раундам           | По раундам           | По раундам           | По раундам           | По раундам           | По цели              | По цели              | По цели              | По позиции           | По позиции           | По позиции           | Тейкдауны            | Тейкдауны            | Контроль             | Попытка приема       |
| Участник             | Нокдауны             | Акцентрованные удары (по цели/всего/точность) | Акцентрованные удары (по цели/всего/точность) | 1Р                   | 2Р                   | 3Р                   | 4Р                   | 5Р                   | Голова               | Корпус               | Ноги                 | Дистанция            | Клинч                | Партер               | Тейкдауны            | Тейкдауны            | Контроль             | Попытка приема       |
| -------------------- | -------------------- | --------------------------------------------- | --------------------------------------------- | -------------------- | -------------------- | -------------------- | -------------------- | -------------------- | -------------------- | -------------------- | -------------------- | -------------------- | -------------------- | -------------------- | -------------------- | -------------------- | -------------------- | -------------------- |
| Ислам Махачев        | 0                    | 6/9                                           | 31%                                           | 6/19                 | -                    | -                    | -                    | -                    | 5/17                 | 1/2                  | -                    | 5/18                 | -                    | 1/1                  | 1/2                  | 50%                  | 1:27                 | 1                    |
| Ренату Карнейру      | 0                    | 9/27                                          | 33%                                           | 9/27                 | -                    | -                    | -                    | -                    | 2/18                 | 3/5                  | 4/4                  | 9/27                 | -                    | 0                    | 0/0                  | -                    | 0:00                 | 0                    |

В соглавном бою Мераб Двалишвили победил Умара Нурмагомедова единогласным решением судей и защитил титул чемпиона UFC в легчайшем весе.
| Статистика поединка: | Статистика поединка: | Статистика поединка:                          | Статистика поединка:                          | Статистика поединка: | Статистика поединка: | Статистика поединка: | Статистика поединка: | Статистика поединка: | Статистика поединка: | Статистика поединка: | Статистика поединка: | Статистика поединка: | Статистика поединка: | Статистика поединка: | Статистика поединка: | Статистика поединка: | Статистика поединка: | Статистика поединка: |
| Участник             | Нокдауны             | Акцентрованные удары (по цели/всего/точность) | Акцентрованные удары (по цели/всего/точность) | По раундам           | По раундам           | По раундам           | По раундам           | По раундам           | По цели              | По цели              | По цели              | По позиции           | По позиции           | По позиции           | Тейкдауны            | Тейкдауны            | Контроль             | Попытка приема       |
| Участник             | Нокдауны             | Акцентрованные удары (по цели/всего/точность) | Акцентрованные удары (по цели/всего/точность) | 1Р                   | 2Р                   | 3Р                   | 4Р                   | 5Р                   | Голова               | Корпус               | Ноги                 | Дистанция            | Клинч                | Партер               | Тейкдауны            | Тейкдауны            | Контроль             | Попытка приема       |
| -------------------- | -------------------- | --------------------------------------------- | --------------------------------------------- | -------------------- | -------------------- | -------------------- | -------------------- | -------------------- | -------------------- | -------------------- | -------------------- | -------------------- | -------------------- | -------------------- | -------------------- | -------------------- | -------------------- | -------------------- |
| Мераб Двалишвили     | 0                    | 111/259                                       | 42%                                           | 20/47                | 20/49                | 21/54                | 36/70                | 14/39                | 71/207               | 30/37                | 10/15                | 88/219               | 22/37                | 1/3                  | 7/20                 | 23%                  | 2:22                 | 0                    |
| Умар Нурмагомедов    | 0                    | 104/237                                       | 43%                                           | 18/49                | 25/47                | 22/48                | 21/47                | 18/46                | 76/199               | 22/30                | 6/8                  | 92/219               | 12/18                | 0/0                  | 2/15                 | 13%                  | 1:37                 | 0                    |

| Бой    | Весовая категория  | Результат боя               | Результат боя    | Результат боя | Результат боя | Результат боя | Результат боя     | Результат боя | Способ победы                                  | Раунд | Время | Рефери в ринге |
|        |                    | Главный кард                |                  |               |               |               |                   |               |                                                |       |       |                |
| Бой 13 | Лёгкий вес         |                             | Ислам Махачев    | Ч             | поб.          |               | Ренату Карнейру   | #10           | Сдача, удушающий приём (Д`Арс)                 | 1     | 4:05  | Херб Дин       |
| Бой 12 | Легчайший вес      |                             | Мераб Двалишвили | Ч             | поб.          |               | Умар Нурмагомедов | #2            | Единогласное решение (48–47, 48–47, 49–46)     | 5     | 5:00  | Джейсон Херцог |
| Бой 11 | Полутяжелый вес    |                             | Иржи Прохазка    | #2            | поб.          |               | Джамаал Хилл      | #3            | Технический нокаут (граунд-энд-паунд)          | 3     | 3:01  | Майк Белтран   |
| Бой 10 | Тяжёлый вес        |                             | Жаилтон Алмейда  | #6            | поб.          |               | Сергей Спивак     | #7            | Технический нокаут (удары из позиции бэкмаунт) | 1     | 4:53  | Джейсон Херцог |
| Бой 9  | Средний вес        |                             | Ренье де Риддер  |               | поб.          |               | Кевин Холланд     |               | Сдача, удушающий приём (удушение сзади)        | 1     | 3:31  | Фрэнк Тригг    |
|        |                    | Предварительный кард        |                  |               |               |               |                   |               |                                                |       |       |                |
| Бой 8  | Легчайший вес      |                             | Райони Барселос  |               | поб.          |               | Пэйтон Тэлботт    |               | Единогласное решение (30–27, 30–27, 30–26)     | 3     | 5:00  | Херб Дин       |
| Бой 7  | Средний вес        |                             | Азамат Бекоев    | д             | поб.          |               | Закари Риз        |               | Нокаут (граунд-энд-паунд)                      | 1     | 3:04  | Блейк Грайс    |
| Бой 6  | Полутяжелый вес    |                             | Богдан Гуськов   | #13           | поб.          |               | Билли Элекана     | д             | Сдача, удушающий приём (гильотина)             | 2     | 3:33  | Майк Белтран   |
| Бой 5  | Лёгкий вес         |                             | Грант Доусон     |               | поб.          |               | Диего Феррейра    |               | Единогласное решение (30–27, 30–27, 30–27)     | 3     | 5:00  | Фрэнк Тригг    |
|        |                    | Ранний предварительный кард |                  |               |               |               |                   |               |                                                |       |       |                |
| Бой 4  | Жен. легчайший вес |                             | Айлин Перес      | #13           | поб.          |               | Карол Роса        | #9            | Единогласное решение (29–28, 29–28, 30–27)     | 3     | 5:00  | Майк Белтран   |
| Бой 3  | Легчайший вес      |                             | Муин Гафуров     |               | поб.          |               | Ринья Накамура    |               | Единогласное решение (30–27, 30–27, 30–27)     | 3     | 5:00  | Джейсон Херцог |
| Бой 2  | Лёгкий вес         |                             | Бернардо Сопай   |               | поб.          |               | Рикки Турсиос     |               | Единогласное решение (30–27, 30–27, 29–28)     | 3     | 5:00  | Фрэнк Тригг    |
| Бой 1  | Наилегчайший вес   |                             | Тагир Уланбеков  | #11           | поб.          |               | Клейтон Карпентер |               | Единогласное решение (30–27, 30–27, 29–28)     | 3     | 5:00  | Блейк Грайс    |

Официальные судейские карточки турнира.

## Награды
Следующие бойцы были удостоены денежного бонуса в размере $50,000:
- Лучший бой вечера: Мераб Двалишвили - Умар Нурмагомедов
- Выступление вечера: Иржи Прохазка и Жаилтон Алмейда

## Последствия турнира

### Рекорды
После победы на турнире Махачев обновил несколько рекордов UFC в легком весовом дивизионе:
- рекорд по количеству защит титула чемпиона в дивизионе - 4 раза (2-е место: Хабиб Нурмагомедов, Бенсон Хендерсон, Би Джей Пенн и Фрэнки Эдгар - 3 раза);
- рекорд по количеству побед в боях за титул чемпиона в дивизионе - 5 раз (2-е место: Хабиб Нурмагомедов, Бенсон Хендерсон и Би Джей Пенн - 4 раза);
- рекорд по продолжительности победной серии в дивизионе - 14 боёв (2-е место: Хабиб Нурмагомедов и Тони Фергюсон - 12 боёв).
Кроме того, текущая общая победная серия Махачева из 15 боёв (одна победа в промежуточном весе) является самой длительной активной победной серией на данный момент и второй в истории UFC среди всех дивизионов.
1 место - Андерсон Силва, 16 побед подряд
2 место - Камару Усман и Ислам Махачев - 15 побед подряд
После победы на турнире Двалишвили обновил несколько рекордов UFC в легчайшем весовом дивизионе:
- рекорд по продолжительности победной серии в дивизионе - 11 боёв (2-е место: Алджамейн Стерлинг - 9 боёв);
- рекорд по количеству проведённых тейкдаунов в дивизионе - 79 тейкдаунов (2-е место: Рикки Симон - 43 тейкдауна);
- рекорд по количеству нанесённых ударов в дивизионе - 2092 удара (2-е место: Алджамейн Стерлинг - 1670 ударов).
Кроме того, Двалишвили установил новый рекорд по количеству проведённых тейкдаунов в истории UFC среди всех дивизионов и стал первым с показателем 92 тейкдауна (2-е место: Жорж Сен-Пьер - 90 тейкдаунов).
Текущая общая победная серия Двалишвили из 12 боёв (одна победа в промежуточном весе) является второй по длительности активной победной серией на данный момент после победной серии Махачева.